# Star Studios
Star Studios est une société indienne de production et de distribution cinématographiques.  Il s'agit d'une coentreprise entre la société américaine 20th Century Fox et STAR , la société indienne de divertissement et de divertissement, toutes deux détenues par 21st Century Fox de Rupert Murdoch.
Fox Star Studios produit des films en hindi, en tamoul et en autres langues sud-asiatiques par le biais d'acquisitions, de coproductions et de productions internes aux fins de distribution dans le monde entier.

## Filmographie
| Année | Film                            | Langue    | Réalisateur                   | Notes |
| ----- | ------------------------------- | --------- | ----------------------------- | --- |
| 2001  | Bollywood Calling               | English   | Nagesh Kukunoor               | |
| 2003  | Tehzeeb                         | Urdu      | Khalid Mohammed               | |
| 2003  | Pinjar                          | Hindi     | Chandraprakash Dwivedi        | distribution uniquement; produit par Lucky Star Entertainment                                              |
| 2004  | Ek Hasina Thi                   | Hindi     | Sriram Raghavan               | distribution uniquement; produit par R. R. Movie Makers                                                    |
| 2005  | Bullet: Ek Dhamaka              | Hindi     | Irfan Khan                    | |
| 2008  | Jannat                          | Hindi     | Kunal Deshmukh                | distribution uniquement; produit par Vishesh Films                                                         |
| 2009  | Quick Gun Murugun               | English   | Shashanka Ghosh               | distribution uniquement; Coproduction avec Phat Phish Motion Pictures                                      |
| 2009  | Love Khichdi                    | Hindi     | Srinivas Bhashyam             | distribution uniquement; produit par Victoria Entertainment Pvt. Ltd.                                      |
| 2010  | Khichdi: The Movie              | Hindi     | Aatish Kapadia                | distribution uniquement; produit par Hats Off Productions                                                  |
| 2011  | Stanley Ka Dabba                | Hindi     | Amole Gupte                   | Coproduction avec Amole Gupte Cinema                                                                       |
| 2011  | Dum Maaro Dum                   | Hindi     | Rohan Sippy                   | distribution uniquement; produit par Ramesh Sippy Entertainment, Louverture Films and Cheyenne Enterprises |
| 2011  | Engaeyum Eppothum               | Tamil     | M Saravanan                   | Coproduction avec AR Murugadoss Productions                                                                |
| 2011  | Force                           | Hindi     | Nishikant Kamat               | distribution uniquement; produit par Sunshine Pictures                                                     |
| 2012  | Second Show                     | Malayalam | Srinath Rajendran             | distribution uniquement; produit par AOPL Entertainment Private Limited                                    |
| 2012  | Ekk Deewana Tha                 | Hindi     | Gautham Menon                 | Coproduction avec RS Infotainment                                                                          |
| 2012  | London, Paris, New York         | Hindi     | Anu Menon                     | distribution uniquement; produit par Rose Movies                                                           |
| 2012  | Jannat 2                        | Hindi     | Kunal Deshmukh                | distribution uniquement; produit par Vishesh Films                                                         |
| 2012  | Bol Bachchan                    | Hindi     | Rohit Shetty                  | distribution uniquement; produit par Ajay Devgn FFilms and Shree Ashtavinayak Cine Vision Ltd              |
| 2012  | Raaz 3D                         | Hindi     | Vikram Bhatt                  | distribution uniquement; produit par Vishesh Films                                                         |
| 2013  | Matru Ki Bijlee Ka Mandola      | Hindi     | Vishal Bharadwaj              | Coproduction avec VB Pictures                                                                              |
| 2013  | Murder 3                        | Hindi     | Vishesh Bhatt                 | distribution uniquement; produit par Vishesh Films                                                         |
| 2013  | Jolly LLB                       | Hindi     | Subhash Kapoor                | |
| 2013  | Vathikuchi                      | Tamil     | Kinslin                       | Coproduction avec AR Murugadoss Productions                                                                |
| 2013  | Raja Rani                       | Tamil     | Atlee Kumar                   | Coproduction avec AR Murugadoss Productions and The Next Big Film Productions                              |
| 2013  | Bullett Raja                    | Hindi     | Tigmanshu Dhulia              | distribution uniquement; produit BrandSmith Motion Pictures and Moving Pictures                            |
| 2014  | Cuckoo                          | Tamil     | Raju Murugan                  | Coproduction avec The Next Big Film Productions                                                            |
| 2014  | Hawaa Hawaai                    | Hindi     | Amole Gupte                   | Coproduction avec Amole Gupte Cinema                                                                       |
| 2014  | CityLights                      | Hindi     | Hansal Mehta                  | distribution uniquement; produit Vishesh Films                                                             |
| 2014  | Mundaasupatti                   | Tamil     | Ram                           | Coproduction avec Thirukumaran Entertainment                                                               |
| 2014  | Humshakals                      | Hindi     | Sajid Khan                    | Coproduction avec Pooja Entertainment                                                                      |
| 2014  | Finding Fanny                   | English   | Homi Adajania                 | distribution uniquement; produit Maddock Films also dubbed in Hindi                                        |
| 2014  | Bang Bang!                      | Hindi     | Siddharth Anand               | |
| 2015  | Khamoshiyan                     | Hindi     | Karan Darra                   | distribution uniquement; produit Vishesh Films                                                             |
| 2015  | Rajathandhiram                  | Tamil     | AG Amid                       | distribution uniquement; produit Sunland Cinemas and White Bucket Productions                              |
| 2015  | Bombay Velvet                   | Hindi     | Anurag Kashyap                | distribution uniquement; produit Phantom Films                                                             |
| 2015  | Kaaka Muttai                    | Tamil     | M. Manikandan                 | distribution uniquement; produit Wunderbar Films and Grass Root Film Company                               |
| 2015  | Hamari Adhuri Kahani            | Hindi     | Mohit Suri                    | distribution uniquement; produit Vishesh Films                                                             |
| 2015  | Guddu Rangeela                  | Hindi     | Subhash Kapoor                | |
| 2015  | Brothers                        | Hindi     | Karan Malhotra                | distribution uniquement; produit Dharma Productions, Lionsgate Films and Endemol India                     |
| 2015  | 10 Enradhukulla                 | Tamil     | Vijay Milton                  | Coproduction avec AR Murugadoss Productions                                                                |
| 2015  | Shaandaar                       | Hindi     | Vikas Bahl                    | distribution uniquement; produit Phantom Films and Dharma Productions                                      |
| 2015  | Prem Ratan Dhan Payo            | Hindi     | Sooraj Barjatya               | distribution uniquement; produit Rajshri Productions                                                       |
| 2016  | Neerja                          | Hindi     | Ram Madhvani                  | National Film Award for Best Feature Film in Hindi                                                         |
| 2016  | Kapoor &amp; Sons               | Hindi     | Shakun Batra                  | distribution uniquement; produit Dharma Productions                                                        |
| 2016  | Manithan                        | Tamil     | I. Ahmed                      | distribution uniquement; produit Red Giant Movies                                                          |
| 2016  | Traffic                         | Hindi     | Rajesh Pillai                 | distribution uniquement; produit Endemol India                                                             |
| 2016  | Velainu Vandhutta Vellaikaaran  | Tamil     | Ezhil                         | distribution uniquement; produit Vishnu Vishal Studioz and Ezhilmaaran Production                          |
| 2016  | Half Ticket                     | Marathi   | Samit Kakkad                  | distribution uniquement; produit Video Palace                                                              |
| 2016  | Akira                           | Hindi     | AR Murugadoss                 | distribution uniquement; produit A.R.Murugadoss Productions                                                |
| 2016  | Baar Baar Dekho                 | Hindi     | Nitya Mehra                   | Overseas distribution only; produced by Dharma Productions and Excel Entertainment                         |
| 2016  | M.S. Dhoni: The Untold Story    | Hindi     | Neeraj Pandey                 | also released in Tamil, Telugu and Marathi versions                                                        |
| 2016  | Ae Dil Hai Mushkil              | Hindi     | Karan Johar                   | distribution uniquement; produit Dharma Productions                                                        |
| 2017  | Ok Jaanu                        | Hindi     | Shaad Ali                     | distribution uniquement; produit Madras Talkies and Dharma Productions                                     |
| 2017  | Jolly LLB 2                     | Hindi     | Subhash Kapoor                | |
| 2017  | Badrinath Ki Dulhania           | Hindi     | Shashank Khaitan              | distribution uniquement; produit par Dharma Productions                                                    |
| 2017  | Phillauri                       | Hindi     | Anshai Lal                    | Coproduction avec Clean Slate Films                                                                        |
| 2017  | Sangili Bungili Kadhava Thorae  | Tamil     | Ike                           | Coproduction avec A for Apple Production                                                                   |
| 2017  | Rangoon                         | Tamil     | Rajkumar Periasamy            | Coproduction avec AR Murugadoss Productions                                                                |
| 2017  | A Gentleman                     | Hindi     | Raj Nidimoru and Krishna D.K. | |
| 2017  | Katha Nayagan                   | Tamil     | Tha. Muruganantham            | distribution uniquement; produit par Vishnu Vishal Studioz                                                 |
| 2017  | Judwaa 2                        | Hindi     | David Dhawan                  | distribution uniquement; produit par Nadiadwala Grandson Entertainment                                     |
| 2018  | Baaghi 2                        | Hindi     | Ahmed Khan                    | distribution uniquement; produit par Nadiadwala Grandson Entertainment                                     |
| 2018  | Bioscopewala                    | Hindi     | Deb Medhekar                  | Coproduction avec Handmade Films                                                                           |
| 2018  | Sanju                           | Hindi     | Rajkumar Hirani               | distribution uniquement; produit par Rajkumar Hirani Films and Vinod Chopra Films                          |
| 2019  | Ek Ladki Ko Dekha Toh Aisa Laga | Hindi     | Shelly Chopra Dhar            | distribution uniquement; produit Vinod Chopra Films                                                        |
| 2019  | Total Dhamaal                   | Hindi     | Indra Kumar                   | Coproduction avec Ajay Devgn FFilms, Maruti International, Pen India Limited and Mangl Murti Films         |
| 2019  | Kalank                          | Hindi     | Abhishek Varman               | distribution uniquement; produit par Dharma Productions et Nadiadwala Grandson Entertainment               |
| 2019  | Student of the Year 2           | Hindi     | Punit Malhotra                | distribution uniquement; produit par Dharma Productions                                                    |
| 2019  | India's Most Wanted             | Hindi     | Raj Kumar Gupta               | Coproduction avec Raapchik Films                                                                           |
| 2019  | The Zoya Factor                 | Hindi     | Abhishek Sharma               | distribution uniquement; produit par Adlabs Films                                                          |
| 2019  | Drive                           | Hindi     | Tarun Mansukhani              | distribution uniquement; produit par Dharma Productions                                                    |
| 2019  | Mission Mangal                  | Hindi     | Jagan Shakti                  | |
| 2019  | Chhichhore                      | Hindi     | Nitesh Tiwari                 | distribution uniquement; produit par Nadiadwala Grandson Entertainment                                     |
| 2019  | Housefull 4                     | Hindi     | Farhad Samji                  | distribution uniquement; produit par Nadiadwala Grandson Entertainment                                     |
| 2019  | Dil Bechara                     | Hindi     | Mukesh Chhabra                | |
| 2019  | Brahmastra                      | Hindi     | Ayan Mukerji                  | distribution uniquement; produit par Dharma Productions                                                    |
| 2020  | Panga                           | Hindi     | Ashwiny Iyer Tiwari           | en production                                                                                              |